# 17936 Nilus
17936 Nilus este o planetă minoră (asteroid), cu un diametru de 2,831 km, din centura de asteroizi. A fost descoperită pe 24 aprilie 1999 la Observatorul Reedy Creek de John Broughton⁠(d). 
Obiectul prezintă o orbită caracterizată de o semiaxă mare de 2,2581696 UAi, o excentricitate de 0,07, o înclinație de 3,16834 ° în raport cu ecliptica.